# Jonathan Bellis
Jonathan Bellis (Douglas, 16 augustus 1988) is een Manx-Brits wielrenner die anno 2011 onder contract staat bij Saxo Bank-Sungard. Bellis is zowel op de weg als op de baan actief; op de baan won hij diverse junioren- en beloften-titels op nationaal en Europees niveau.
Op 19 september 2009 raakte Bellis zwaargewond bij een scooter-ongeluk in Italië en werd vervolgens bijna een maand in een kunstmatige coma gehouden.

## Belangrijkste overwinningen
2006
- Europees kampioenschap ploegenachtervolging, Junioren (met Steven Burke, Peter Kennaugh en Adam Blythe)
- UIV Cup Amsterdam, Beloften (met Ross Sander)

2007
- Europees kampioenschap ploegenachtervolging, Beloften (met Steven Burke, Ben Swift en Peter Kennaugh)
- Europees kampioenschap Scratch, Beloften

2008
- UIV Cup Berlijn, Beloften (met Peter Kennaugh)
- UIV Cup Kopenhagen, Beloften (met Peter Kennaugh)

## Grote ronden
Geen